# 우체국 임치제
우체국 임치제(郵遞局 任置制, poste restante)란 우편 서비스를 받는 사람이 우편물을 집에서 받는 대신, 본인이 지정한 우체국에 받을 물건을 맡아두었다가 찾아갈 수 있게 한 제도를 말한다. 현대 대한민국에서는 실시되지 않고 있다.
이하 일본 우편약관 제 79조에 의해 규정되어 일본에서 실시되고 있는 우편물 임치제[郵便局留め]를 중심으로 설명한다.

## 개요
우편물이나 소포등의 배달은 우편이용자(받는 이)에게 개별 통보되지 않고, 우체국이 임치될 물건이 도착한 후 10일이 경과한 후에도 받는 사람이 찾으러 오지 않는 경우, 발송처로 우편물이 되돌려 보내진다. 단, 1번에 한하여 우편물교부전에 전송 또는 배달을 청구할 수 있다. 또한, 교통불편등의 사정에 의하여 10일 이내 물건을 찾을 수 없는 경우에는 최대한 2개월 동안 임치 기간을 연장할 수 있다.
우편물 배달을 가족이나 동거인에게 비밀로 하고 싶은 경우, 발송자에게 자신의 주소를 밝히고 싶지 않은 경우, 우체국 근무자,주거가 일정하지 않거나 집에 있는 시간이 많거나, 공동거주 기숙사등일 때 이 서비스를 이용한다. 사전에 특별한 신청절차 등은 필요치 않다.
- 우편사업회사직영점에 맡기는 경우:우편사업회사직영점의 우편번호 우편사업주식회사 OO지점 (또는 일본우편 OO지점)留　（받는 사람 이름）
- 우체국 회사의 점포(일반 우체국)에 맡기는 경우: 우체국의 우편번호 OO우체국 留　（받는 사람 이름）

우편물을 찾을 때는 본인의 신분증을 제시하여야 한다. 

## 같이 보기
- 로열메일